# 底特律堡

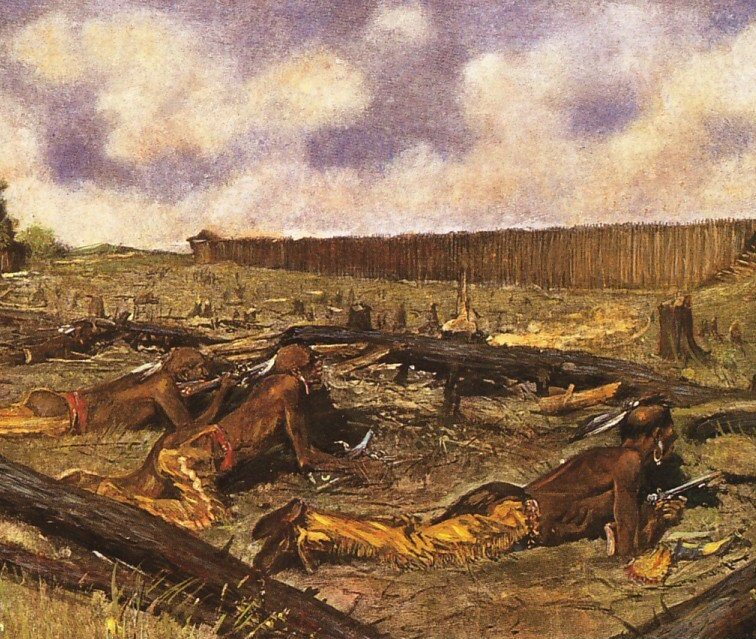
1763年圍攻底特律堡

底特律堡（英語：Fort Detroit）全稱底特律蓬查特兰堡（法語：Fort Pontchartrain du Détroit）是法國軍官凱迪拉克爵士安托萬·德·拉·莫特和意大利人阿爾方斯·德·托蒂以路易十四的海軍大臣蓬查特蘭伯爵（Louis Phélypeaux, comte de Pontchartrain）為名於1701年在底特律河北岸建立的堡壘。在18世紀，法國殖民定居點以毛皮貿易、任務和農場為基礎，在河流兩岸發展起來。前堡壘的遺址位於魯日河以北，現在位於美國密歇根州底特律市內，該地區以華盛頓大道格里斯沃爾德街拉內德街為界，毗鄰市民中心（現在被辦公大樓佔據）。
在法國和印地安戰爭（七年戰爭的一部分）期間，法國於1760年在蒙特利爾投降後，英國人接管了這座堡壘。英國一直持有它直到美國獨立戰爭，後來被美國人接管。1779年，英國人在沿河以北了建造勒諾堡，後來改名為謝爾比堡（英語：Fort Shelby），1820年代被美軍廢棄。底特律市於1827年拆除了謝爾比堡。